# Alberto Kuhlmann
Alberto Kuhlmann, do seu nome de nascimento Georg Albrecht Hermann Kuhlmann, (Bremerhaven, Alemanha, 31 de julho de 1845 — Bremerhaven, Alemanha, 5 de novembro de 1905) foi um engenheiro alemão, naturalizado  Brasileiro, autor de diversos projetos pioneiros no desenvolvimento da cidade e do estado de São Paulo no final do século 19.

## Vida
O Engenheiro Alberto Kuhlmann formou-se pela  Escola Politécnica do Rio de Janeiro. Depois de formado, trabalhou em 1877 no planejamento urbano da então freguesia de São Bernardo. Em 1879 muda-se para à cidade de  São Paulo.
Uma sequência de obras marcantes para a época (ver abaixo na seção Obras) proporcionaram-lhe destaque e popularidade para se lançar na politica. Foi eleito para a Câmara do Congresso Legislativo do Estado de São Paulo onde exerceu na 1ª legislatura (de 1891 a 1892), a Assembléia Constituinte Paulista. A “Constituição de São Paulo" (1891) tem, entre outros, a assinatura do deputado Alberto Kuhlmann.
No final da sua vida, o engenheiro foi membro da Sociedade Scientifica de São Paulo.
O Engenheiro Alberto Kuhlmann faleceu em 5 de novembro de 1905 na Alemanha em missão oficial do governo brasileiro. A missão tinha por objetivo o fortalecimento do intercâmbio cultural teuto-brasileiro, e a propaganda do café paulista na Alemanha.

## Obras
Na área do transporte público ferroviário, lançou a  Companhia Carris de Ferro São Paulo-Santo Amaro que construiu e operou a linha de São Paulo a Santo Amaro.
Na área do saneamento público, projetou o Matadouro de Vila Mariana, inaugurado em 1887 para substituir o antigo matadouro da rua do Humaíta que poluía o então  corrego do Anhangabaú.  
Em 1893 construiu a Estrada de Ferro Bragantina.